# Crown Royal (whisky)
Crown Royal è un whisky canadese con tasso alcolico del 40%. L'industria è in possesso della Diageo Canada PLC che acquistò la Crown Royal quando la Seagram si sciolse nel 2000. È il whisky più venduto e famoso del Canada.

## Storia
La produzione del Crown Royal iniziò nel 1939 ma la vendita era riservata ai soli membri della corona inglese (da qui il nome). La vendita venne aperta al pubblico solo nel 1964.
Oggi tale whisky è prodotto nelle distillerie delle città di Gimli, Manitoba, Canada (fino al 1992 era invece prodotto a Waterloo, Ontario).

## Promozione
La Crown Royal è stata sponsor di una scuderia NASCAR ed è attualmente sponsor della International Race of Champions.